# 多佛學院
多佛學院（英語：Dover College）是一所獨立的走讀和寄宿學校，位於英格蘭東南部的多佛，具有英國公立學校傳統。它成立於 1871 年，招收來自英國和國際的走讀生和寄宿生。
學校佔據了多佛修道院的一些中世紀建築，位於同名火車站以東。

## 歷史

### 創立
1869年，羅伯特·齊格內爾在福克斯通路的韋斯特蒙特擁有一所私立學校，他租用了多佛修道院的部分建築作為一所私立學校。然而，他將自己的興趣轉嫁給了由多佛市長阿斯特利博士領導的多佛一群主要公民和當地商人，阿斯特利博士成立了多佛學院公司，以促進公立學校的建立該鎮在修道院遺址的剩餘部分上建造了這座建築，其雙重目的是為當地男孩提供公立學校教育，並利用並保護修道院剩餘的古老建築。
它位於聖馬丁修道院的場地和廢墟中，該修道院被國王亨利八世洗劫一空，作為他解散修道院的一部分。 該修道院以多佛爾的主要火車站命名，該火車站建在修道院遺址的西部。 一些原始的中世紀建築仍然存在。12世紀的陌生人餐廳至今仍被用作餐廳和音樂會場地（列為二級* 保護建築）。  學院禮拜堂原為修道院賓館，建於12世紀，屬二級*保護建築。鐘樓於19世紀末增建。修道院的門樓（也列出）用作音樂室。學校的中央草坪仍被稱為“The Close”。 作曲家Thomas Tallis是16世紀末修道院的管風琴師，學院以塔利斯音樂學院的命名來紀念他。
學院於1871年9月15日作為一所男子學校成立並開放。1879年，學校收購了大廳（或稱賓館），並將東端擴大為後殿，將其改建為學校禮拜堂。隨著時間的推移，教會專員將整個財產移交給了學院受託人。餐廳經過修復，露出了一幅重要但受損的壁畫，因為（1881年，為了紀念時任多佛市長理查德·狄金森爵士的慈善行為）門樓。門樓由著名建築師喬治埃德蒙街修復，目前用作初級部門的音樂室。

### 20世紀
1917年8月，學校部分設施在空襲中受損，最後決定將學院從多佛疏散至中部地區利明頓斯帕的利明頓學院； 1919 年，學校返回多佛，當時只有 150 名學生。在第一次世界大戰期間，與許多其他學校一樣，老多沃里安人成為英國武裝部隊的軍官，因此遭受了很高的傷亡率。 177名以前的學生死亡； 58 名多沃爾人被授予DSO，89 名MC – 國外獎項中有8 名被授予 Croix de Guerre 6 俄羅斯聖斯坦尼斯拉斯勳章。一名海軍軍官 - 亞瑟·利蘭·哈里森 - 因 澤布呂赫突襲 追授 維多利亞十字；另一位老男孩，將軍爵士雷金納德·達拉斯·布魯克斯也在這次突襲中，並在成為維多利亞州州長之前贏得了DSO。
1921年，學校慶祝了建校五十週年，包括在教堂內落成戰爭紀念碑和貝爾紀念碑。 1922 年，老男孩 成立的信託基金取得了學院的所有權，並於 1923年根據皇家憲章重新組建了學院，該憲章定義了學院的目標：
「多佛學院公司的目標是建立一所男孩學院……在其中他們可以接受健全的宗教、古典、數學、科學 和普通教育以及做有利於實現這一目標的事情」。
在第二次世界大戰期間，多佛處於前線，只有多佛海峽將該鎮與納粹佔領的法國隔開，也是該鎮之一最有可能遭受德國入侵的地區。 結果，學校再次二戰期間英國平民疏散，最初在德文郡布倫德爾學校一個學期，多佛學院與該學校有著長期的友誼，從那時起前往Poltimore House ，也在Devon。 1945年，它帶著168名男孩返回多佛。戰爭期間，102 名以前的學生死亡；中校特倫斯·奧特威因其在諾曼第登陸日奪取默維爾砲台的行動而贏得了著名的 DSO。

### 21世紀
2001年9月，多佛學院為4至11歲的學生開設了初級部。2009年，開設學前班，迎接三歲的孩子。
學院在 2004 年至 2011 年間擔任校長史蒂芬瓊斯 (Stephen Jones) 的領導下翻新了音樂設施，他後來擔任牛津愛德華學校聖路易斯學院院長 。 2011年至2014年，在 Gerry Holden 的領導下，學院經歷了一段變革時期，2015 年 1 月任命 Gareth Doodes 為校長後，學院重新調整方向。增加以及基於創造力的新課程。為了準備 2021 年學院成立 150 週年，學院推出了一項新的發展計劃“項目 150”，該計劃將在 Farthingloe 建造新劇院和展館，翻新寄宿處和教室，並通過會員資格改善國際影響力[ [圓方|圓方組織]] 。 

## 校徽
學校徽章顯示聖路易斯]馬丁 分開他的斗篷，他與一個乞丐分享了它。圖爾的馬丁是法國的守護神，因此適合作為最接近法國的英國學校。